# Fisktrappa

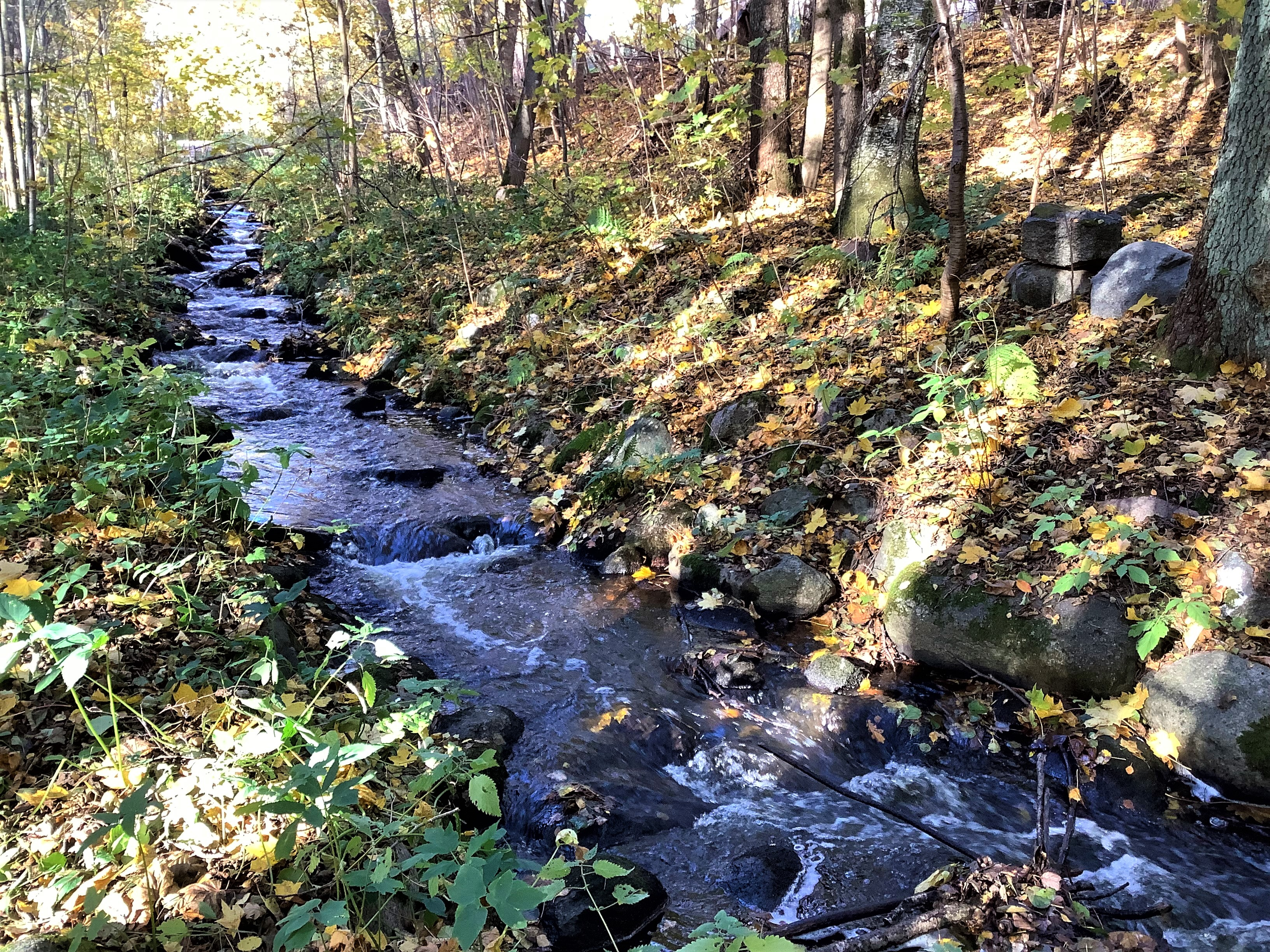
Fiskväg genom en konstgjord bäck vid Grebbans kvarn i Hjoåns dalgång

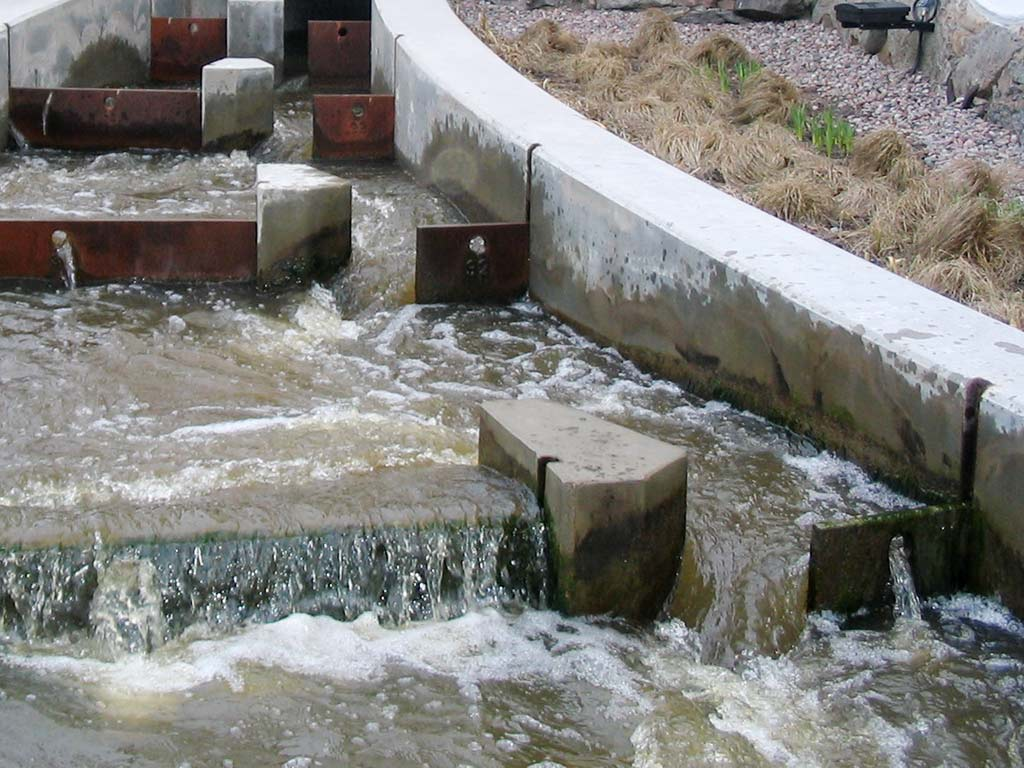
Fisktrappa i Uppsala, Sverige

Fisktrappor är tekniska fiskvägar som möjliggör för fisk att ta sig förbi naturliga eller konstgjorda vandringshinder. Exempel på hinder är vattenfall, bäverdammar eller dammar vid vattenkraftverk.
Vandringsfisk är fiskarter som företar tydlig årstidsbunden fiskvandring. Lax, öring och asp är exempel på fiskar som växer till sig i havet och sedan vandrar upp längs vattendrag för att leka. Omvänt mönster kan ses hos ålen, vars yngel följer golfströmmen till svenska kusten, letar sig upp i älvar och sjöar för växa till sig och därefter återvända till havs för sin lek. Gemensamt för vandringsfiskar är att fri passage mellan älvar, sjöar och hav är av stor vikt och att olämpligt upprättade vandringshinder kan utplåna hela populationer.

## Historia

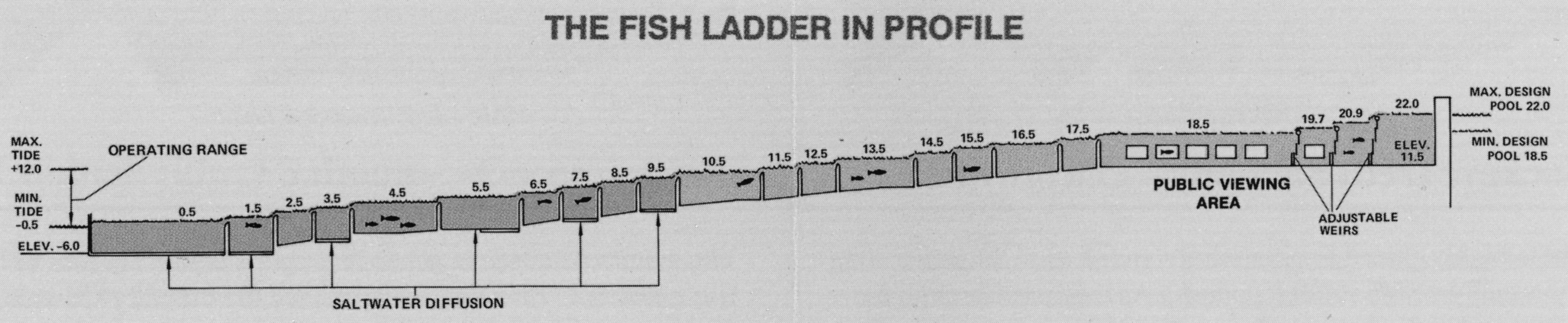
Fisktrappa i Profil

En första version av fisktrappan patenterades år 1837 av Richard McFarlan från Kanada. I ritningarna fanns en fiskväg som skulle hjälpa fiskarna att gå runt en damm vid ett vattendrivet sågverk. Mellan år 1852 och 1854 byggdes Ballisodare Fish Pass i Irland i syfte att leda lax från en flod där fiskeförbud gällde. Den första riktiga laxtrappan byggdes år 1880 i Rhode Island i USA men avlägsnades 1924 när dammen som var gjord av trä ersattes av en betongdamm.

## Olika varianter

### Bassängtrappa, kammartrappa
Denna typ av fisktrappa är en av de äldsta. Fisktrappan är designad så att fiskarna kan vila i dammar mellan varje steg samtidigt som ett överfallsvärn förser ett flöde med vatten ner från poolen.

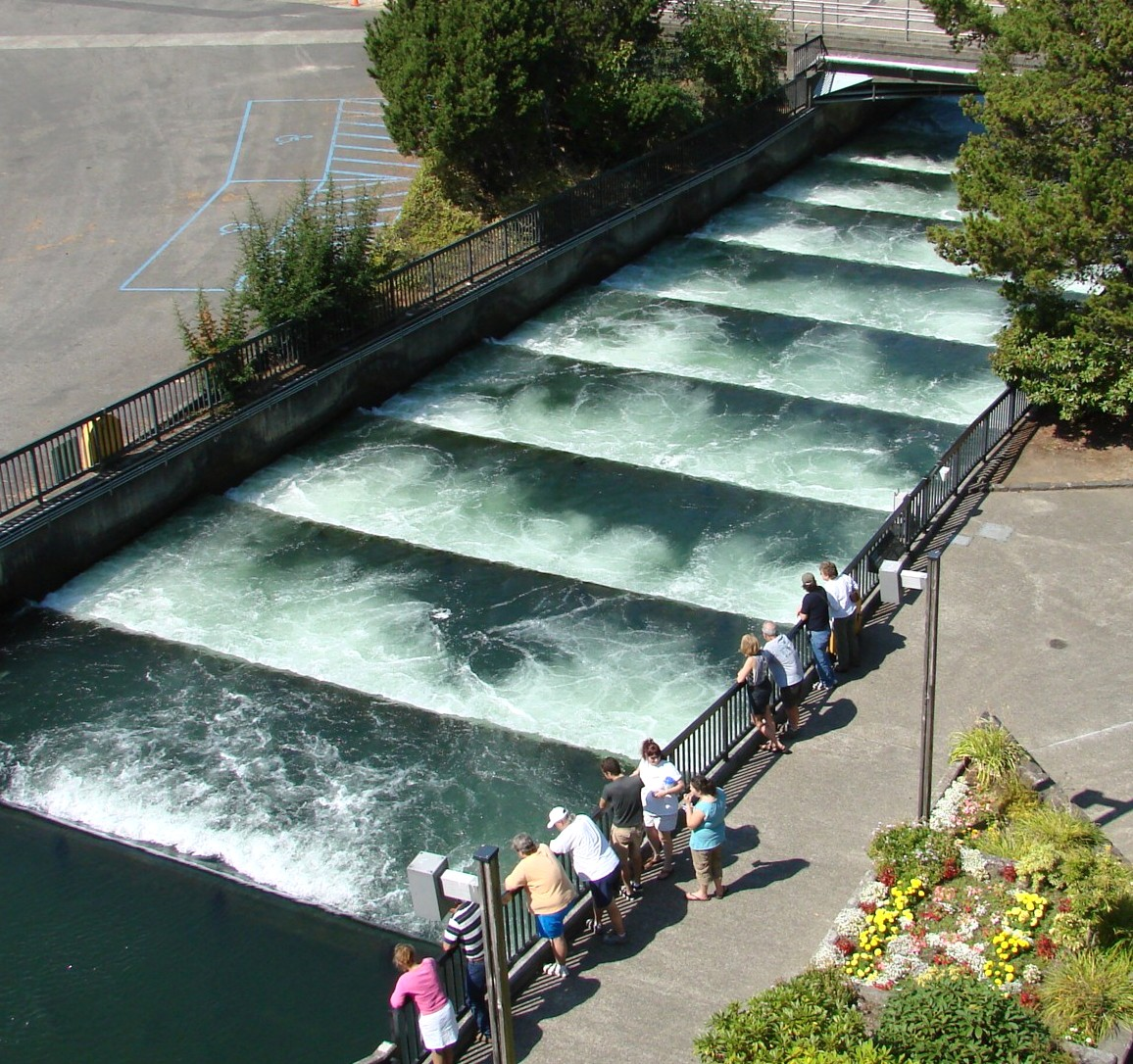
Bassängtrappa i Bonneville, USA

### Denilränna, slitsränna
En slitränna är en version av fisktrappa som är anpassad för att både fiskarter som simmar nära ytan och arter som simmar på djupare nivåer ska kunna komma till andra vattennivåer. Med slitsarna eller spalterna har fiskarterna möjlighet att hoppa mellan vattennivåerna alternativ att simma med hög hastighet genom det brusande vattnet.
Nackdelarna med denna typ av fisktrappa är att den kräver mycket vatten för att gå att använda.

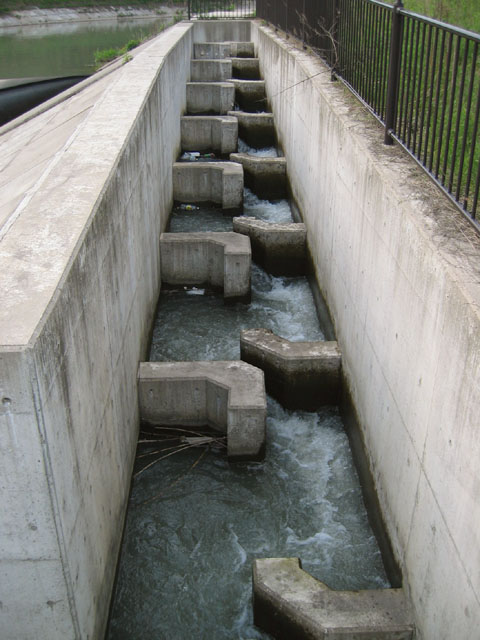
Slitsränna

### Fiskvandringsrondell
Uppfinnaren Bror Högbom. Fiskvägen är ett prefabicerat omlöp (byggd på fabrik) för fiskvandring förbi dammbyggnader eller andra hinder för att gynna lekvandrande fisk exempelvis ål, sik, harr, nejonöga, öring och lax. Slitrännan vilar på cirkelformade vilopauser för fisk som fungerar som bärare av konstruktion. Fiskvandringrondellen är fördelaktig vid torrfåror, höga fallhöjder och ogästvänlig terräng där man inte kan bygga naturlika bäckar och omlöp.

### Fiskhiss
En fiskhiss transporterar fiskar från en lägre vattennivå till en högre vattennivå, oftast vid en damm, med hjälp av en hiss. Fiskarna simmar in i hissen vid den lägre vattennivån och släpps sedan ut på andra sidan dammen. Fördelen med detta är att även mindre fiskar som inte orkar simma i en del andra fisktrappor kommer upp till högre vattenområden. Denna teknik används oftast på högre dammar då en annan typ av fisktrappa ofta skulle kräva en mycket lång konstruktion.

### Sifon
Denna typ av fisktrappa använder sig av en vakuumpump för att skapa en pumpeffekt i ett rör där fisken kan simma upp. I röret finns en vattennivå, det vill säga en luftbubbla för att kunna kontrollera flödet.

### Stenramp
En stenramp är en kanal där större stenar är utplacerade för att sakta ner vattenflödet så att fisken kan simma motströms. Denna typ imiterar naturliga vattendrag och skapar naturliga dammar där fisken kan vila. Eftersom dessa kanaler blir mycket långa passar de bäst för mindre dammar där fallhöjden är låg.

## Andra åtgärder
Programmet ’Krafttag Ål’ var ett samarbete som påbörjades år 2011, mellan en grupp vattenkraftföretag och Havs- och vattenmyndigheten, med syfte att samarbeta kring insatser för ålens bevarande. Utöver att bygga vandringsvägar övervägdes och jämfördes två andra alternativ.
- Minskad drift under perioder när det är vanligt att ål vandrar. Ål triggas att börja vandra vid vissa temperaturförhållanden och gärna nattetid. Denna åtgärd ökar ålens överlevnadschanser men sker på bekostnad av kraftverkens drifttid.

- Fångst av färdigvuxen ål och transport nedströms förbi kraftverk, samt utsättning av ålyngel i svenska vatten. En kostnadseffektiv åtgärd som går snabbt att inleda men som medför en risk att påverka ålens vandringsförmåga. Ål som inte själv vandrat upp längs vattendrag har uppvisat problem med att hitta ut ur sjöar.[10]

Lax-kanonen, ”salmon cannon”, är ett nyare koncept från företaget Whooshh Innovations. Fisken luras av ett litet konstgjort vattenfall till mynningen av en mjuk tub där en tryckskillnad framför och bakom fisken får den att accelerera och färdas genom en slang tills den passerar och skjuts ut ovanför vandringshindret. Idén hade sitt ursprung som ett sätt att transportera frukt.

## Nationell databas
Åtgärder i vatten är utpekad nationell databas för fiskvägar och dammutrivningar och andra biotoprestaureringar i Sverige. Databasen finansieras av Havs- och vattenmyndigheten och förvaltas av Länsstyrelserna.